# HTTPS
Hyper Text Transfer Protocol Secure (HTTPS) este o extensie a HTTP (Hypertext Transfer Protocol). Aceasta utilizează criptarea pentru a asigura o comunicare securizată într-o rețea de calculatoare. În HTTPS, protocolul de comunicare este criptat folosind TLS (Transport Layer Security) sau SSL (Secure Sockets Layer).
Principalele motive pentru utilizarea HTTPS sunt autentificarea site-ului web accesat și protecția confidențialității și integrității datelor schimbate în timpul transmisiei. Acesta protejează împotriva atacurilor de tip man-in-the-middle, iar criptarea bidirecțională cu algoritmi de cifrare pe bloc a comunicațiilor dintre un client și un server previne interceptarea și modificarea datelor. Aspectul de autentificare al HTTPS necesită o terță parte de încredere pentru a semna certificatele digitale ale serverului.
Istoric, acest proces era costisitor, ceea ce însemna că conexiunile HTTPS complet autentificate se găseau, de obicei, doar pe serviciile securizate de tranzacții de plată și pe alte sisteme de informații corporative de pe World Wide Web. În 2016, o campanie a Electronic Frontier Foundation, susținută de dezvoltatorii de browsere web, a dus la o adoptare mai largă a protocolului. În prezent, HTTPS este utilizat mai frecvent decât HTTP-ul nesecurizat, în principal pentru a proteja autenticitatea paginilor web de toate tipurile, pentru a securiza conturile și pentru a menține confidențialitatea comunicațiilor utilizatorilor, a identității acestora și a activității lor de navigare pe web. În 2017, HTTPS era utilizat pentru 19,24% din totalul domeniului românesc.

## Descriere

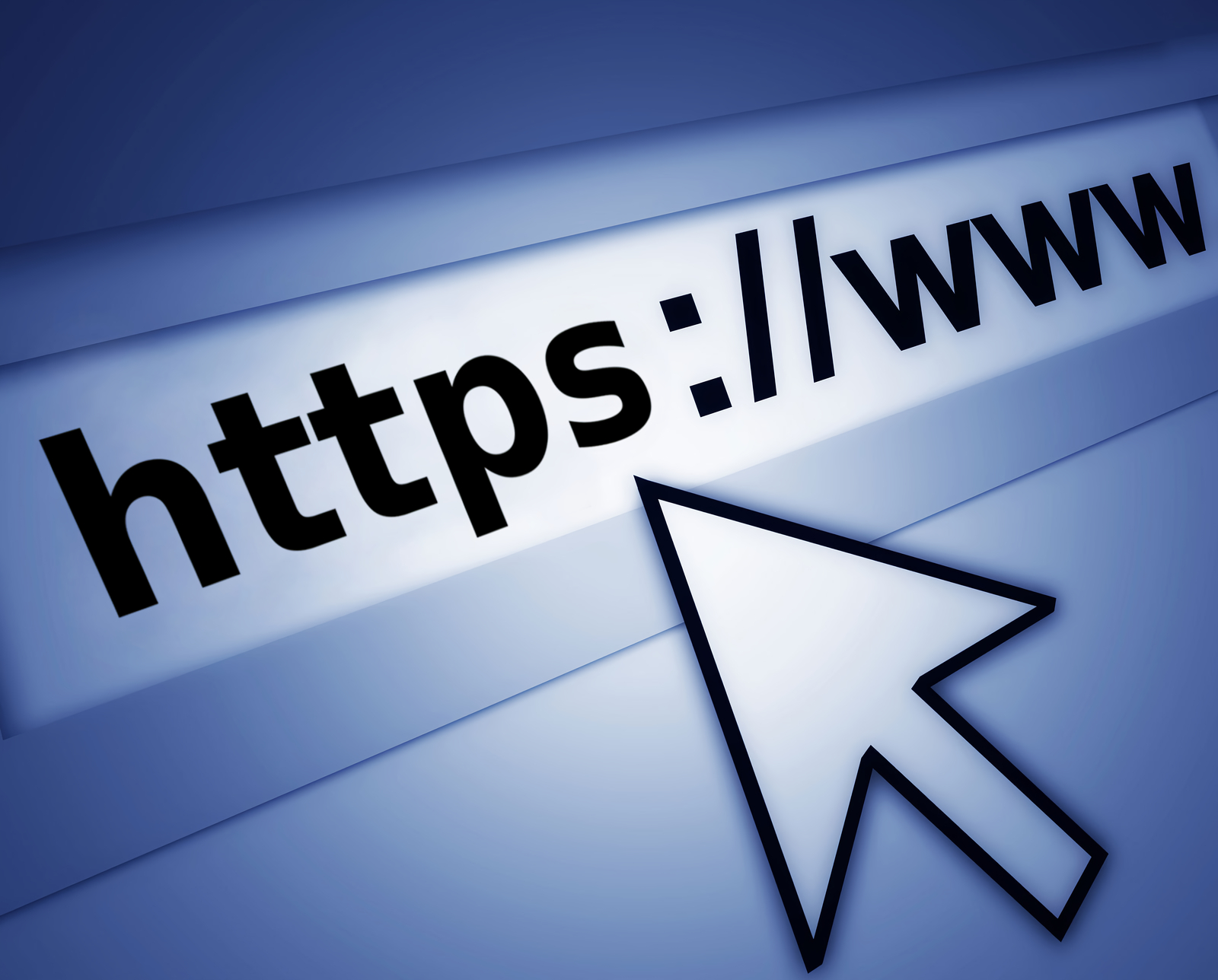
URL începând cu schema HTTPS și eticheta de nume de domeniu www

HTTPS semnalează browserului să utilizeze un strat de criptare adăugat prin SSL/TLS pentru a proteja traficul. Față de HTTP, acesta poate oferi protecția chiar dacă doar o parte a comunicării este autentificată.
Printr-un canal securizat în rețeaua nesigură, HTTPS asigură protecție împotriva interceptării și atacurilor de tip man-in-the-middle dacă condițiile de criptare sunt adecvate și dacă certificatul serverului este verificat și de încredere. Deoarece HTTPS folosește complet HTTP peste TLS, întregul protocol HTTP de bază poate fi criptat. Elementele criptate pot include: URL-ul cererii, parametrii de interogare, antetele și cookie-urile (care de obicei conțin informațiile de identificare ale utilizatorului). Cu toate acestea, deoarece adresele de website și numerele de port sunt nevoite să facă parte din protocoalele de bază TCP/IP, HTPS nu poate proteja divulgarea acestora: în practică, chiar și dacă un server web este configurat corect, interceptatorii pot deduce adresa IP, numărul de port al serverului web, numele domeniului (de exemplu, www.ro.wikipedia.org, dar nu restul URL-ului), cantitatea de date transferate și durata comunicării.
Browserele web știu cum să aibă încredere în site-urile HTTPS pe baza autorităților de certificare care sunt preinstalate. Dezvoltatorii de browsere web se bazează pe autoritățile de certificare pentru a furniza certificate valide. Un utilizator ar trebui să aibă încredere într-o conexiune HTTPS către un site doar dacă următoarele sunt adevărate:
- Utilizatorul are încredere că dispozitivul său și navigatorul web nu sunt compromise (nu există un atac asupra lanțului de aprovizionare).
- Utilizatorul are încredere că navigatorul web implementează corect HTTPS cu autoritățile de certificare preinstalate corect.
- Utilizatorii are încredere că autoritatea de certificate garantează doar site-uri web legitime (autoritatea de certificare nu este compromisă și nu există o emitere greșită a certificatelor).
- Site-ul furnizează un certificat valid, ceea ce înseamnă că a fost semnat de o autoritate de încredere.
- Certificatul identifică corect site-ul (de exemplu, când navigatorul vizitează „https://exemplu.ro”, certificatul primit este pentru „exemplu.ro” și nu pentru altă entitate).
- Utilizatorul are încredere că stratul de criptare al protocolului este suficient de sigur împotriva interceptării.

HTTPS este deosebit de important pe rețele nesigure care pot fi supuse manipulării. Rețelele nesigure, cum ar fi punctele de acces Wi-Fi publice, permit oricui se află pe aceeași rețea locală să intercepteze pachetele și să descopere informații sensibile care nu sunt protejate de HTTPS. Unele rețele locale manipulează paginile web prin injectarea de pachete pentru a servii propriile lor reclame pe alte site-uri sau pentru a injecta viruși sau pentru a fura informațiile private ale utilizatorilor.
Pe măsură ce sunt dezvăluite mai multe informații despre supravegherea globală în masă și infractorii care fură informații personale, utilizarea securității HTTPS pe toate site-urile devine din ce în ce mai importantă, indiferent de tipul de conexiune la Internet utilizat. Chiar dacă metadata despre paginile individuale vizitate de un utilizator ar putea să nu fie considerată sensibilă, când este agregată, aceasta poate revela multe despre utilizator și poate compromite confidențialitatea acestuia.
Implementarea HTTPS permite, de asemenea, utilizarea HTTP/2 și HTTP/3 (și a predecesorilor lor SPDY și QUIC), care sunt noi versiuni ale protocolului HTTP concepute pentru a reduce timpul de încărcare al paginilor, dimensiunea și latența. Este recomandat să se folosească HTTP Strict Transport Security (HSTS) împreună cu HTTPS pentru a proteja utilizatorii de atacurile de tip man-in-the-middle, în special de SSL stripping.

### Integrare în navigatoare web
Majoritatea browserelor afișează un avertisment dacă primesc un certificat invalid. Browserele mai vechi, atunci când se conectau la un site cu un certificat invalid, prezentau utilizatorului o fereastră de dialog în care li se cerea să confirme dacă doresc să continue. Browserele mai noi afișează un avertisment pe întreaga fereastră și informațiile de securitate ale site-ului.
HTTPS este important pentru conexiunile din rețeaua Tor, deoarece nodurile Tor ar putea să distrugă sau să injecteze viruși în conexiune. Aceasta este un motiv pentru care Electronic Frontier Foundation și Tor Project au început dezvoltarea HTTPS Everywhere. Electronic Frontier Foundation susține că „într-o lume ideală, fiecare cerere web ar putea fi setată implicit pe HTTPS” și a creat extensia numită HTTPS Everywhere pentru Mozilla Firefox, Google Chrome, Chromium și Android, care activează HTTPS implicit pentru sute de site-uri frecvent utilizate. Datorită adoptării pe scară largă a HTTPS pe World Wide Web și integrării modului „numai HTTPS” pe browserele majore, extensia a fost retrasă în ianuarie 2023.

## Securitate
Pentru ca HTTPS să fie eficient, un site trebuie să fie complet găzduit prin HTTPS. Dacă unele dintre conținuturile site-ului sunt încărcate prin HTTP (scripturi sau imagini, de exemplu), sau dacă doar o anumită pagină care conține informații sensibile, cum ar fi o pagină de autentificare, este încărcată prin HTTPS, în timp ce restul site-ului este încărcat prin HTTP simplu, utilizatorul va fi vulnerabil la atacuri și supraveghere. În plus, cookie-urile de pe un site servit prin HTTPS trebuie să aibă atributul „secure” activat. Pe un site care conține informații sensibile, utilizatorul și sesiunea vor fi expuși de fiecare dată când acel site este accesat prin HTTP în loc de HTTPS.
Utilizatorii trebuie să fie atenți și să se asigure că certificatele digitale ale site-urilor pe care le vizitează sunt valide și semnate de o autoritate de certificare de încredere. Utilizarea unor certificate valide ajută la prevenirea atacurilor de tip „man-in-the-middle”, care pot intercepta și modifica traficul dintre utilizator și server.

### Diferență față de HTTP
URL-urile HTTPS încep cu „https://” și folosesc portul 443 în mod implicit, în timp ce URL-urile HTTP încep cu „http://” și folosesc portul 80 în mod implicit.
HTTP nu este criptat și, prin urmare, este vulnerabil la atacuri de tip „man-in-the-middle” și la atacuri de interceptare a comunicațiilor, care permit atacatorilor să obțină acces la conturi de pe site-uri și informații sensibile, precum și să modifice paginile web pentru a injecta viruși sau reclame.

### Straturi ale rețelei
HTTP operează la cel mai înalt strat al modelului TCP/IP (stratul de aplicație). Protocolul de securitate TLS operează ca un substrat inferior. Acesta criptează un mesaj HTTP înainte de transmitere și decriptează un mesaj la sosire. Strict vorbind, HTTPS nu este un protocol separat, ci se referă la utilizarea HTTP obișnuit printr-o conexiune SSL/TLS criptată. HTTPS criptează toate conținuturile mesajelor, inclusiv anteturile HTTP și datele de solicitare/răspuns.

### Limitări
Criptarea SSL și TLS poate fi configurată în două moduri: simplu și mutual. În modul simplu, autentificarea este realizată doar de server. Versiunea mutuală necesită ca utilizatorul să instaleze un certificat personal de client în browserul web pentru autentificarea utilizatorului. În ambele cazuri, nivelul de protecție depinde de corectitudinea implementării software-ului și a algoritmilor criptografici utilizați.
SSL/TLS nu previne indexarea site-ului de către un crawler web, iar în unele cazuri, URI-ul resursei criptate poate fi dedus doar prin cunoașterea dimensiunii cererii/răspunsului interceptate.
Deoarece TLS operează la un nivel de protocol sub cel al HTTP și nu are cunoștință despre protocoalele de nivel superior, serverele TLS pot prezenta strict un singur certificat pentru o anumită combinație de adresă și port.
Un tip sofisticat de atac man-in-the-middle numit SSL stripping a fost prezentat la Conferința Blackhat din 2009. Acest tip de atac înfrânge securitatea oferită de HTTPS prin schimbarea linkului https: într-un link http:, profitând de faptul că puțini utilizatori de Internet tastează efectiv „https” în interfața browserului: aceștia ajung pe un site securizat făcând clic pe un link și astfel sunt înșelați să creadă că utilizează HTTPS, când de fapt folosesc HTTP. Atacatorul comunică apoi cu clientul.
HTTPS a fost demonstrat ca fiind vulnerabil la o gamă de atacuri de analiză a traficului. Atacurile de analiză a traficului sunt un tip de atac de canal lateral care se bazează pe variațiile în timpul și dimensiunea traficului pentru a deduce proprietăți ale traficului criptat în sine. Analiza traficului este posibilă deoarece criptarea SSL/TLS schimbă conținutul traficului, dar are un impact minim asupra dimensiunii și timpului traficului.
În mai 2010, o lucrare de cercetare realizată de cercetători de la Microsoft Research și Universitatea Indiana a descoperit că datele sensibile detaliate ale utilizatorului pot fi deduse din canale laterale, cum ar fi dimensiunile pachetelor. Cercetătorii au constatat că, în ciuda protecției HTTPS în mai multe aplicații web de top din domeniul sănătății, impozitelor, investițiilor și căutării web, un intermediar ar putea deduce bolile/medicamentele/intervențiile chirurgicale ale utilizatorului, venitul familiei acestuia și secretele de investiții.
Faptul că majoritatea site-urilor web moderne, inclusiv Google, Yahoo! și Amazon, folosesc HTTPS cauzează probleme pentru mulți utilizatori care încearcă să acceseze puncte de acces Wi-Fi publice, deoarece o pagină de conectare la portalul captive Wi-Fi nu se încarcă dacă utilizatorul încearcă să acceseze o resursă HTTPS.

Comparație între diferite tipuri de TLS (Utilizând Firefox ca exemplu)
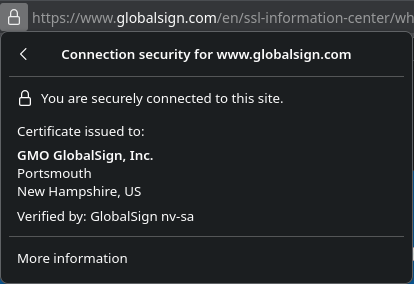
Un Extended Validation Certificate ar trebui să identifice persoana juridică pentru certificat.
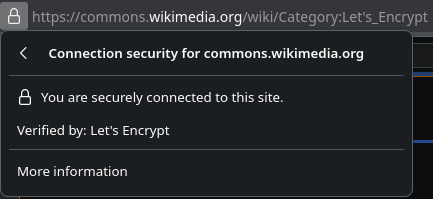
La accesarea unui site care are un certificat comun, pe bara de adrese apare un lacăt.
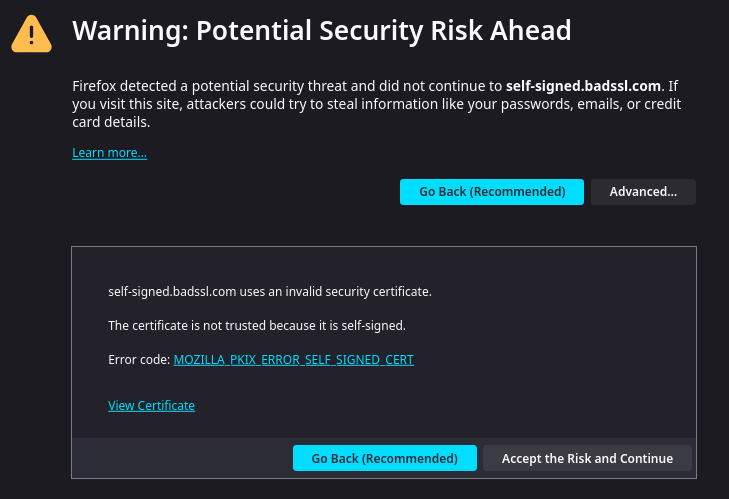
Majoritatea browserelor web alertează utilizatorul atunci când vizitează site-uri care au certificate de securitate nevalide.

## Configurarea serverului
Pentru a pregăti un server web să accepte conexiuni HTTPS, administratorul trebuie să creeze un certificat de cheie publică pentru serverul web. Acest certificat trebuie semnat de o autoritate de certificare de încredere pentru ca browserul web să îl accepte fără avertismente. Autoritatea certifică faptul că titularul certificatului este operatorul serverului web care îl prezintă. Navigatoarele web sunt distribuite cu o listă de certificate de semnătura ale autorităților de certificare majore.

### Obținerea certificatelor
Există mai multe autorități de certificare comerciale care oferă certificate SSL/TLS plătite de mai multe tipuri, inclusiv Certificate de Validare Extinsă.
Let's Encrypt, lansat în aprilie 2016, oferă un serviciu gratuit și automatizat care furnizează certificate SSL/TLS de bază pentru site-uri web. Conform Electronic Frontier Foundation, Let's Encrypt va face trecerea de la HTTP la HTTPS „la fel de ușoară ca emiterea unei comenzi sau apăsarea unui buton.” Majoritatea furnizorilor de găzduire web și furnizorilor de cloud folosesc acum Let's Encrypt, oferind certificate gratuite clienților lor.

### Utilizarea ca control de acces
Sistemul poate fi folosit și pentru autentificarea clientului pentru a limita accesul la un server web a utilizatorilor neautorizați. Pentru a face acest lucru, administratorul site-ului creează, de obicei, un certificat pentru fiecare utilizator, pe care utilizatorul îl încarcă în browserul său. De obicei, certificatul conține numele și adresa de e-mail ale utilizatorului autorizat și este verificat automat de server la fiecare conexiune pentru a verifica identitatea utilizatorului, posibil fără a necesita chiar o parolă.

### În caz de compromitere
O proprietate importantă în acest context este confidențialitatea perfectă a schimbului (PFS). Deținerea uneia dintre cheile secrete asimetrice pe termen lung utilizate pentru a stabili o sesiune HTTPS nu ar trebui să facă mai ușor derivarea cheii de sesiune pe termen scurt pentru a decripta conversația, chiar și mai târziu.
TLS 1.3, publicat în august 2018, a eliminat suportul pentru algoritmi care nu oferă confidențialitate pe termen lung.
În iulie 2023, 99,6% dintre serverele web studiate susțin o formă de confidențialitate pe termen lung, iar 75,2% vor folosi confidențialitatea pe termen lung cu majoritatea browserelor.

### Revocarea certificatelor
Un certificat poate fi revocat înainte de a expira, de exemplu, deoarece confidențialitatea cheii private a fost compromisă. Browserul trimite numărul de serie al certificatului către autoritatea de certificare sau delegatul acesteia prin OCSP (Protocolul de Statut al Certificatului Online) și autoritatea răspunde, spunând browserului dacă certificatul este încă valid sau nu. Autoritatea de certificare poate emite și un CRL (Lista de Revocare a Certificatelor) pentru a informa utilizatorii că aceste certificate au fost revocate.

## Istoric
Netscape a creat HTTPS în 1994 pentru Netscape Navigator. Inițial, HTTPS a fost utilizat împreună cu protocolul SSL. Pe măsură ce SSL a evoluat în TLS, HTTPS a fost specificat oficial prin RFC 2818 în mai 2000.
Din iulie 2018, Google a început să marcheze site-urile HTTP ca „Nesecurizat” („Not Secure”). Această măsură a fost luată ca o măsură de a încuraja site-urile web să implementeze HTTPS.

## HSTS
HTTP Strict Transport Security (HSTS) este un mecanism de politică care ajută la protejarea site-urilor web împotriva atacurilor man-in-the-middle, cum ar fi atacurile de degradare a protocolului și furtul de cookie-uri. Acesta permite serverelor web să declare că browserele web (sau alți agenți utilizatori conformi) ar trebui să interacționeze automat cu acestea folosind doar conexiuni HTTPS, care oferă Securitate la Nivelul Transportului (TLS/SSL), spre deosebire de HTTP nesigur utilizat de unul singur.
Politica HSTS este comunicată de server agentului utilizator printr-un câmp de antet al răspunsului HTTP numit Strict-Transport-Security. Politica HSTS specifică o perioadă de timp în care agentul utilizator ar trebui să acceseze serverul doar într-un mod securizat. Site-urile care folosesc HSTS de obicei nu acceptă HTTP în text clar, fie prin respingerea conexiunilor pe HTTP, fie prin redirecționarea sistematică a utilizatorilor către HTTPS. Consecința acestui lucru este că un agent utilizator care nu este capabil să facă TLS nu va putea să se conecteze la site.
Protecția se aplică doar după ce un utilizator a vizitat site-ul cel puțin o dată, bazându-se pe principiul „încredere la prima utilizare”. Modificarea acestei protecții este că atunci când un utilizator introduce sau selectează un URL HTTP (nu HTTPS) către site, clientul, cum ar fi un browser web, va face automat upgrade la HTTPS fără a face o cerere HTTP, prevenind astfel orice atac man-in-the-middle pe HTTP.
Specificația HSTS a fost publicată ca RFC 6797 pe 19 noiembrie 2012, după ce a fost aprobată pe 2 octombrie 2012 de IESG. Câmpul de antet al răspunsului HTTP definit în specificația HSTS este numit „Strict-Transport-Security”.

### Prezentare generală a mecanismului HSTS

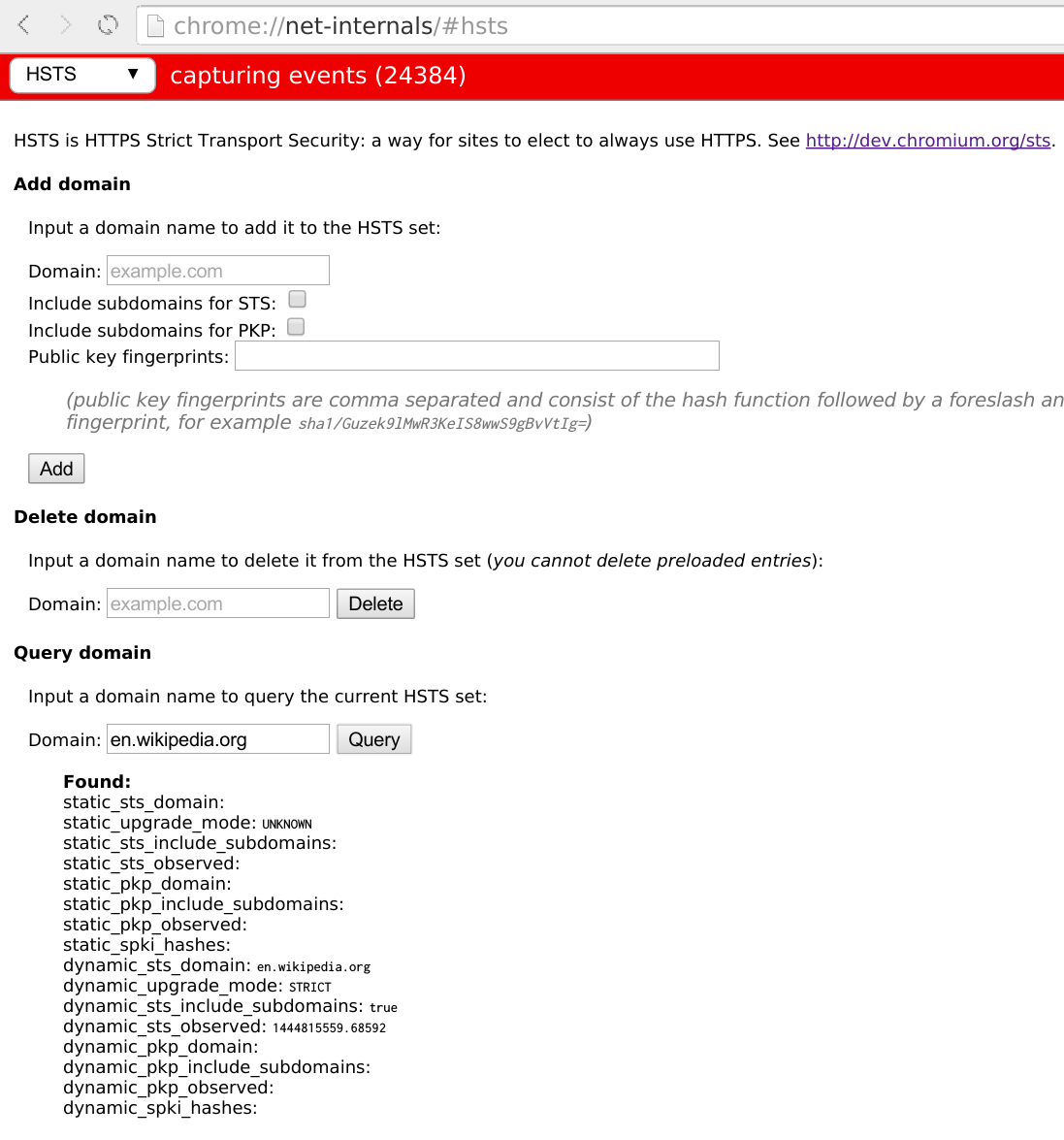
Pagina de setări pentru HTTPS Strict Transport Security în cadrul Chromium 45 pentru „en.wikipedia.org”

Un server implementează o politică HSTS prin furnizarea unui antet peste o conexiune HTTPS (anteturile HSTS peste HTTP sunt ignorate).
De exemplu, un server ar putea trimite un antet astfel încât cererile viitoare către domeniu pentru următorul an (max-age este specificat în secunde; 31.536.000 este echivalentul unui an neîntrerupt) să folosească doar HTTPS: Strict-Transport-Security: max-age=31536000.
Atunci când o aplicație web emite Politica HSTS către agenții utilizatori, agenții utilizatori conformi se comportă astfel:
- Transformă automat orice link nesigur care face referire la aplicația web într-un link sigur (de exemplu, http://example.com/some/page/ va fi modificat în https://example.com/some/page/ înainte de a accesa serverul).

- Dacă securitatea conexiunii nu poate fi garantată (de exemplu, certificatul TLS al serverului nu este de încredere), agentul utilizator trebuie să termine conexiunea și nu ar trebui să permită utilizatorului să acceseze aplicația web.

### Aplicabilitate
Cea mai importantă vulnerabilitate de securitate pe care HSTS o poate remedia sunt atacurile man-in-the-middle de tip SSL-stripping. Atacul de stripping SSL (și TLS) funcționează prin convertirea transparentă a unei conexiuni HTTPS securizate într-o conexiune HTTP simplă. Utilizatorul poate observa că conexiunea este nesigură, dar, din punct de vedere esențial, nu există nicio modalitate de a ști dacă conexiunea ar trebui să fie securizată.
HSTS informează navigatorul web că conexiunile la site ar trebui să utilizeze întotdeauna TLS/SSL. Antetul HSTS poate fi eliminat de către atacator dacă aceasta este prima vizită a utilizatorului. 
HSTS poate ajuta și la prevenirea furtului de credențiale de autentificare pe bază de cookie-uri, utilizând unelte disponibile pe scară largă, cum ar fi Firesheep. Fiindcă HSTS este limitat în timp, este sensibil la atacuri care implică modificarea orei computerului victimei, de exemplu utilizând pachete NTP false.

### Limitări
Cererea inițială rămâne neprotejatã de atacuri active dacă utilizează un protocol nesigur, cum ar fi HTTP simplu, sau dacă URI-ul pentru cererea inițială a fost obținut printr-un canal nesigur. Același lucru se aplică primei cereri după perioada de activitate specificată în politica HSTS max-age (site-urile ar trebui să stabilească o perioadă de câteva zile sau luni, în funcție de activitatea și comportamentul utilizatorilor).
Google Chrome, Mozilla Firefox și Microsoft Edge încearcă să limiteze această problemă prin includerea unei liste preîncărcate cu site-uri HSTS.
HSTS nu poate proteja împotriva atacurilor care vizează serverele web. Dacă un server este compromis, atacatorul poate livra orice conținut prin TLS, indiferent dacă HSTS este implementat sau nu. De exemplu, un server compromis poate trimite certificate TLS false, iar utilizatorul ar putea nu observa acest lucru, fiind încă protejat de HSTS, dar având în continuare un atac activ asupra conexiunii.
HSTS poate fi folosit pentru a marca aproape în mod iremediabil browserele vizitatorilor cu date identificabile recuperabile (supercookies), care pot persista în moduri de confidențialitate „incognito” ale browserului.

### Practici pentru implementare
În funcție de implementarea efectivă, există anumite amenințări (de exemplu, atacuri de injectare a cookie-urilor) care pot fi evitate urmând cele mai bune practici.
- Host-urile HSTS ar trebui să declare politica HSTS la nivelul domeniului lor principal. De exemplu, un host HSTS la „https://sub.exemplu.com” ar trebui să răspundă și cu antetul HSTS la „https://exemplu.com”. Antetul ar trebui să specifice directiva includeSubDomains.[1]
- Pe lângă implementarea HSTS, un host pentru „https://exemplu.com” ar trebui să includă o solicitare către o sursă de la „https://exemplu.com” pentru a se asigura că HSTS pentru domeniul părinte este setat și protejează utilizatorul de atacuri potențiale de injectare a cookie-urilor realizate de un MITM (man-in-the-middle) care ar injecta o referință la domeniul părinte, la care atacatorul ar răspunde.[1]

### Suport pentru browsere
- Chromium și Google Chrome, începând cu versiunea 4.0.211.0.
- Firefox, începând cu versiunea 4, iar de la versiunea 17, Mozilla integrează o listă de site-uri care suportă HSTS.
- Opera, începând cu versiunea 12
- Safari, începând cu OS X Mavericks (versiunea 10.9, sfârșitul anului 2013)
- Internet Explorer 11 pe Windows 8.1 și Windows 7 cu KB3058515 instalat (lansat ca actualizare Windows în iunie 2015)
- Microsoft Edge și Internet Explorer 11 pe Windows 10
- BlackBerry 10 și WebView, începând cu BlackBerry OS 10.3.3.

## Vezi și
- Securitate (informatică)